# Sarajlije
Sarajlije (en cyrillique : Сарајлије) est un village de Bosnie-Herzégovine. Il est situé dans la municipalité de Tomislavgrad, dans le canton 10 et dans la fédération de Bosnie-et-Herzégovine. Selon les premiers résultats du recensement bosnien de 2013, il compte 476 habitants.

## Géographie
Le village est situé sur les bords de la rivière Šuica, qui coule sur le poljé de Duvno.

## Démographie

### Évolution historique de la population dans la localité
| 1948 | 1953 | 1961 | 1971 | 1981 | 1991 | 2013 |
| ---- | ---- | ---- | ---- | ---- | ---- | ---- |
| -    | -    | 489  | 457  | 473  | 413  | 476  |

|  |

### Communauté locale
En 1991, la communauté locale de Sarajlije comptait 620 habitants, répartis de la manière suivante :